# Fußball-Club Augsburg 1907 1975-1976
Questa voce raccoglie le informazioni riguardanti il Fußball-Club Augsburg 1907 nelle competizioni ufficiali della stagione 1975-1976.

## Stagione
Nella stagione 1975-1976 l'Augusta, allenato da Volker Kottmann e Gerd Menne, concluse il campionato di 2. Bundesliga al 15º posto. In Coppa di Germania l'Augusta fu eliminato al primo turno dal Fortuna Düsseldorf.

## Rosa
| N. |                     | Ruolo | Calciatore        |
| -- | ------------------- | ----- | ----------------- |
|    | Germania (bandiera) | P     | Walter Modick     |
|    | Germania (bandiera) | P     | Rolf Weigel       |
|    | Germania (bandiera) | D     | Franz Bracher     |
|    | Germania (bandiera) | D     | Claus Brandmair   |
|    | Germania (bandiera) | D     | Alwin Fink        |
|    | Germania (bandiera) | D     | Heinz Michallik   |
|    | Germania (bandiera) | D     | Heiner Schuhmann  |
|    | Germania (bandiera) | D     | Klaus Walleitner  |
|    | Serbia (bandiera)   | C     | Zlatan Cajkovski  |
|    | Serbia (bandiera)   | C     | Miodrag Đurić     |
|    | Germania (bandiera) | C     | Gerhard Förschner |
|    | Germania (bandiera) | C     | Helmut Haller     |

| N. |                     | Ruolo | Calciatore        |
| -- | ------------------- | ----- | ----------------- |
|    | Germania (bandiera) | C     | Wolfgang Haug     |
|    | Germania (bandiera) | C     | Herbert Höbusch   |
|    | Germania (bandiera) | C     | Kurt Kalchschmid  |
|    | Germania (bandiera) | C     | Georg Schnurrer   |
|    | Germania (bandiera) | C     | Klaus Vöhringer   |
|    | Germania (bandiera) | A     | Hans-Peter Backes |
|    | Germania (bandiera) | A     | Robert Birner     |
|    | Germania (bandiera) | A     | Wilhelm Hoffmann  |
|    | Germania (bandiera) | A     | Hans Jörg         |
|    | Germania (bandiera) | A     | Werner Killmaier  |
|    | Germania (bandiera) | A     | Karl Obermeier    |
|    | Germania (bandiera) | A     | Edgar Schneider   |

## Organigramma societario
Area tecnica
- Allenatore: Gerd Menne
- Allenatore in seconda:
- Preparatore dei portieri:
- Preparatori atletici:

## Calciomercato

### Sessione estiva
| Acquisti | Acquisti          | Acquisti        | Acquisti |
| R.       | Nome              | da              | Modalità |
| -------- | ----------------- | --------------- | -------- |
| A        | Hans-Peter Backes | Fortuna Colonia |          |
| C        | Zlatan Cajkovski  | Colonia II      |          |
| P        | Rolf Weigel       | Offenburger     |          |

| Cessioni | Cessioni | Cessioni | Cessioni |
| R.       | Nome     | a        | Modalità |
| -------- | -------- | -------- | -------- |

### Sessione invernale
| Acquisti | Acquisti | Acquisti | Acquisti |
| R.       | Nome     | da       | Modalità |
| -------- | -------- | -------- | -------- |

| Cessioni | Cessioni | Cessioni | Cessioni |
| R.       | Nome     | a        | Modalità |
| -------- | -------- | -------- | -------- |

## Risultati

### 2. Bundesliga

#### Girone di andata
| Arbitro: | Antz |

|                                            |           |               |
| Weiss 47’ (rig.) Künkel 59’, 68’ Weber 79’ | Marcatori | 18’ Schneider |

| Arbitro: | Quindeau |

|           |           |                              |
| Đurić 12’ | Marcatori | 13’ Aumeier 47’, 79’ Seubert |

| Arbitro: | Röder |

|  |           |                     |
|  | Marcatori | 73’ Jörg 76’ Backes |

| Arbitro: | Schmoock |

|                                   |           |          |
| Walleitner 15’ Vöhringer 30’, 38’ | Marcatori | 62’ Volp |

| Arbitro: | Dreher |

|                           |           |          |
| Pechtold 4’ Meininger 29’ | Marcatori | 28’ Jörg |

| Arbitro: | Scheffner |

|                             |           |              |
| Jörg 15’ Vöhringer 20’, 64’ | Marcatori | 54’ Hitzfeld |

| Arbitro: | Kettenbach |

|                    |           |  |
| Denz 47’ Greth 48’ | Marcatori |  |

| Arbitro: | Messmer |

|                      |           |                      |
| Vöhringer 83’ (rig.) | Marcatori | 49’ Seiler 59’ Michl |

| Arbitro: | Ross |

|                     |           |  |
| Ruhs 22’ Müller 24’ | Marcatori |  |

| Arbitro: | Ulm |

|                         |           |             |
| Walleitner 33’ Jörg 37’ | Marcatori | 50’ Metzler |

| Arbitro: | Aldinger |

|                                               |           |                              |
| Metzger 42’ Kauf 48’ Haunstein 77’ Keller 84’ | Marcatori | 24’ Schneider 45’ Walleitner |

| Arbitro: | Luca |

|          |           |  |
| Jörg 16’ | Marcatori |  |

| Arbitro: | Binninger |

|               |           |           |
| Vöhringer 73’ | Marcatori | 44’ Klier |

| Arbitro: | Boos |

|                       |           |  |
| Sichmann 20’ Horn 77’ | Marcatori |  |

| Arbitro: | Quindeau |

|                                  |           |                                 |
| Hoffmann 3’ Schneider 50’ (rig.) | Marcatori | 52’ Bopp 74’ Jensen 80’ Hofmann |

| Arbitro: | Eichhorn |

|              |           |              |
| Dollmann 36’ | Marcatori | 21’ Hoffmann |

| Arbitro: | Kammann |

|                        |           |  |
| Jörg 83’ Cajkovski 88’ | Marcatori |  |

| Arbitro: | Dreher |

|            |           |  |
| Oberle 29’ | Marcatori |  |

| Arbitro: | Walz |

|  |           |            |
|  | Marcatori | 33’ Sebert |

#### Girone di ritorno
| Arbitro: | Ferro |

|                                                     |           |  |
| Vöhringer 8’, 50’ Bechtold 45’ (aut.) Obermeier 66’ | Marcatori |  |

| Arbitro: | Nickel |

|                                      |           |                                         |
| Aumeier 14’ Emmerich 34’ (rig.), 87’ | Marcatori | 51’, 83’ Obermeier 66’ (aut.) Rodekurth |

| Arbitro: | Binninger |

|               |           |                            |
| Schnurrer 43’ | Marcatori | 3’ (rig.) Eippert 8’ Düren |

| Arbitro: | Walesch |

|             |           |  |
| Wilhelm 37’ | Marcatori |  |

| Arbitro: | Ulm |

|  |           |             |
|  | Marcatori | 83’ Nüssing |

| Arbitro: | Hellwig |

|  |           |              |
|  | Marcatori | 75’ Hoffmann |

| Arbitro: | Messmer |

|                 |           |                     |
| Zech 86’ (aut.) | Marcatori | 73’ Magath 90’ Denz |

| Pirmasens 20 marzo 1976 27ª giornata | Pirmasens | 0 – 0 referto | Augusta | Sportpark Husterhöhe (2 000 spett.)\| Arbitro: \| Walesch \| |
| Arbitro:                             | Walesch   |               |         |                                                              |

| Arbitro: | Fleischer |

|                                |           |  |
| Hoffmann 6’, 20’ Cajkovski 48’ | Marcatori |  |

| Arbitro: | Biwersi |

|           |           |  |
| Klein 22’ | Marcatori |  |

| Arbitro: | Joos |

|               |           |               |
| Schneider 36’ | Marcatori | 13’ Kohlhäufl |

| Arbitro: | Ross |

|               |           |                         |
| Zapf 49’, 58’ | Marcatori | 32’ Hoffmann 61’ Haller |

| Arbitro: | Wilhelmi |

|          |           |                                      |
| Bopp 50’ | Marcatori | 3’ Obermeier 26’ Hoffmann 78’ Haller |

| Arbitro: | Klauser |

|                                           |           |                                            |
| Obermeier 40’ Hoffmann 68’ Walleitner 79’ | Marcatori | 9’ Brand 25’, 85’ Sommerer 73’ Heidenreich |

| Arbitro: | Schröder |

|                  |           |  |
| Hofmann 45’, 76’ | Marcatori |  |

| Arbitro: | Ferro |

|                                               |           |  |
| Hoffmann 71’ Obermeier 72’, 79’ Vöhringer 78’ | Marcatori |  |

| Arbitro: | Dahler |

|                                                |           |                                            |
| Warken 1’ Granitza 24’ (rig.), 73’ Schmitt 80’ | Marcatori | 18’ Haller 45’, 57’ Obermeier 75’ Hoffmann |

| Arbitro: | Steigele |

|               |           |               |
| Vöhringer 30’ | Marcatori | 90’ Leunissen |

| Arbitro: | Antz |

|  |           |                                          |
|  | Marcatori | 60’ Hoffmann 66’ Killmaier 72’ Cajkovski |

### Coppa di Germania
| Arbitro: | Dreher |

|  |           |            |
|  | Marcatori | 59’ Köhnen |

## Statistiche

### Statistiche di squadra
| Competizione      | Punti | In casa | In casa | In casa | In casa | In casa | In casa | In trasferta | In trasferta | In trasferta | In trasferta | In trasferta | In trasferta | Totale | Totale | Totale | Totale | Totale | Totale | DR |
| Competizione      | Punti | G       | V       | N       | P       | Gf      | Gs      | G            | V            | N            | P            | Gf           | Gs           | G      | V      | N      | P      | Gf     | Gs     | DR |
| ----------------- | ----- | ------- | ------- | ------- | ------- | ------- | ------- | ------------ | ------------ | ------------ | ------------ | ------------ | ------------ | ------ | ------ | ------ | ------ | ------ | ------ | -- |
| 2. Bundesliga     | 32    | 19      | 8       | 3       | 8       | 34      | 24      | 19           | 4            | 5            | 10           | 23           | 32           | 38     | 12     | 8      | 18     | 57     | 56     | +1 |
| Coppa di Germania | -     | 1       | 0       | 0       | 1       | 0       | 1       | 0            | 0            | 0            | 0            | 0            | 0            | 1      | 0      | 0      | 1      | 0      | 1      | -1 |
| Totale            | 32    | 20      | 8       | 3       | 9       | 34      | 25      | 19           | 4            | 5            | 10           | 23           | 32           | 39     | 12     | 8      | 19     | 57     | 57     | 0  |

### Andamento in campionato
| Giornata  | 1  | 2  | 3  | 4  | 5  | 6  | 7  | 8  | 9  | 10 | 11 | 12 | 13 | 14 | 15 | 16 | 17 | 18 | 19 | 20 | 21 | 22 | 23 | 24 | 25 | 26 | 27 | 28 | 29 | 30 | 31 | 32 | 33 | 34 | 35 | 36 | 37 | 38 |
| --------- | -- | -- | -- | -- | -- | -- | -- | -- | -- | -- | -- | -- | -- | -- | -- | -- | -- | -- | -- | -- | -- | -- | -- | -- | -- | -- | -- | -- | -- | -- | -- | -- | -- | -- | -- | -- | -- | -- |
| Luogo     | T  | C  | T  | C  | T  | C  | T  | C  | T  | C  | T  | C  | C  | T  | C  | T  | C  | T  | C  | C  | T  | C  | T  | C  | T  | C  | T  | C  | T  | C  | T  | T  | C  | T  | C  | T  | C  | T  |
| Risultato | P  | P  | V  | V  | P  | V  | P  | P  | P  | V  | P  | V  | N  | P  | P  | N  | V  | P  | P  | V  | N  | P  | P  | P  | V  | P  | N  | V  | P  | N  | N  | V  | P  | P  | V  | N  | N  | V  |
| Posizione | 20 | 19 | 16 | 12 | 14 | 12 | 15 | 17 | 17 | 16 | 16 | 16 | 16 | 16 | 16 | 16 | 16 | 16 | 16 | 15 | 14 | 14 | 15 | 16 | 15 | 17 | 16 | 15 | 15 | 16 | 16 | 16 | 16 | 16 | 16 | 16 | 16 | 15 |

Legenda:

Luogo: C = Casa; T = Trasferta. Risultato: V = Vittoria; N = Pareggio; P = Sconfitta.

### Statistiche dei giocatori
| Giocatore      | 2. Bundesliga | 2. Bundesliga | 2. Bundesliga | 2. Bundesliga | Coppa di Germania | Coppa di Germania | Coppa di Germania | Coppa di Germania | Totale   | Totale | Totale      | Totale     |
| Giocatore      | Presenze      | Reti          | Ammonizioni   | Espulsioni    | Presenze          | Reti              | Ammonizioni       | Espulsioni        | Presenze | Reti   | Ammonizioni | Espulsioni |
| -------------- | ------------- | ------------- | ------------- | ------------- | ----------------- | ----------------- | ----------------- | ----------------- | -------- | ------ | ----------- | ---------- |
| H. Backes      | 11            | 1             | 2             | 0             | 0                 | 0                 | 0                 | 0                 | 11       | 1      | 2           | 0          |
| R. Birner      | 2             | 0             | 0             | 0             | 0                 | 0                 | 0                 | 0                 | 2        | 0      | 0           | 0          |
| F. Bracher     | 2             | 0             | 0             | 0             | 0                 | 0                 | 0                 | 0                 | 2        | 0      | 0           | 0          |
| C. Brandmair   | 15            | 0             | 1             | 0             | 0                 | 0                 | 0                 | 0                 | 15       | 0      | 1           | 0          |
| Z. Cajkovski   | 31            | 3             | 1             | 0             | 1                 | 0                 | 0                 | 0                 | 32       | 3      | 1           | 0          |
| A. Fink        | 6             | 0             | 0             | 0             | 0                 | 0                 | 0                 | 0                 | 6        | 0      | 0           | 0          |
| G. Förschner   | 7             | 0             | 0             | 0             | 0                 | 0                 | 0                 | 0                 | 7        | 0      | 0           | 0          |
| H. Haller      | 16            | 3             | 1             | 0             | 1                 | 0                 | 0                 | 0                 | 17       | 3      | 1           | 0          |
| W. Haug        | 38            | 0             | 0             | 0             | 1                 | 0                 | 0                 | 0                 | 39       | 0      | 0           | 0          |
| W. Hoffmann    | 25            | 11            | 7             | 0             | 0                 | 0                 | 0                 | 0                 | 25       | 11     | 7           | 0          |
| H. Höbusch     | 37            | 0             | 3             | 0             | 1                 | 0                 | 0                 | 0                 | 38       | 0      | 3           | 0          |
| H. Jörg        | 31            | 6             | 1             | 0             | 1                 | 0                 | 0                 | 0                 | 32       | 6      | 1           | 0          |
| K. Kalchschmid | 1             | 0             | 0             | 0             | 0                 | 0                 | 0                 | 0                 | 1        | 0      | 0           | 0          |
| W. Killmaier   | 19            | 1             | 0             | 0             | 0                 | 0                 | 0                 | 0                 | 19       | 1      | 0           | 0          |
| H. Michallik   | 28            | 0             | 3             | 1             | 1                 | 0                 | 0                 | 0                 | 29       | 0      | 3           | 1          |
| W. Modick      | 31            | 0             | 0             | 0             | 1                 | 0                 | 0                 | 0                 | 32       | 0      | 0           | 0          |
| K. Obermeier   | 14            | 9             | 3             | 0             | 0                 | 0                 | 0                 | 0                 | 14       | 9      | 3           | 0          |
| E. Schneider   | 33            | 4             | 0             | 0             | 1                 | 0                 | 0                 | 0                 | 34       | 4      | 0           | 0          |
| G. Schnurrer   | 11            | 1             | 1             | 0             | 0                 | 0                 | 0                 | 0                 | 11       | 1      | 1           | 0          |
| H. Schuhmann   | 35            | 0             | 3             | 0             | 1                 | 0                 | 0                 | 0                 | 36       | 0      | 3           | 0          |
| K. Vöhringer   | 34            | 10            | 2             | 0             | 1                 | 0                 | 0                 | 0                 | 35       | 10     | 2           | 0          |
| K. Walleitner  | 29            | 4             | 0             | 0             | 1                 | 0                 | 0                 | 0                 | 30       | 4      | 0           | 0          |
| R. Weigel      | 7             | 0             | 0             | 0             | 0                 | 0                 | 0                 | 0                 | 7        | 0      | 0           | 0          |
| M. Đurić       | 14            | 1             | 2             | 0             | 1                 | 0                 | 0                 | 0                 | 15       | 1      | 2           | 0          |